# Попон, Антуан Луи
Антуан Луи Попон де Мокюн (фр. Antoine Louis Popon de Maucune; 1772—1824) — французский военный деятель, дивизионный генерал (1811 год), барон (1808 год), участник революционных и наполеоновских войн. Имя генерала выбито на Триумфальной арке в Париже.

## Биография
Родился в семье Луи Попона (фр. Louis Popon; 1729—1797), комменсала королевского дома и его супруги Жанны Марии Анжелики де Пенспре (фр. Jeanne Marie Angélique de Pincepré; 1742—1797). Его младший брат Луи Попон де Мокюн (фр. Louis Popon de Maucune; 1775—1845) также дослужился до звания генерала.
1 февраля 1786 года поступил на военную службу младшим лейтенантом в корпуса пионеров. 1 мая 1789 года вышел в отставку и в 1791 году вступил гренадером в 4-й батальон Национальной гвардии Парижа. 10 июня 1792 года правительство восстановило его в звании лейтенанта и зачислило в 23-й пехотный полк. Служил в Северной армии, был ранен пулей в левое бедро при взятии Менена.
Переведенный в 1793 году в Альпийскую армию, он участвовал в войне в Пьемонте в качестве лидера партизан, и был ранен штыковым ударом в деле при Барденеше. 26 февраля 1794 года – капитан, сражался в составе Итальянской армии. 25 мая 1796 года определён в 39-ю полубригаду линейной пехоты. 21 декабря 1796 года за отличие в сражении при Арколе произведён генералом Бонапартом командиры батальона. 31 марта 1799 года при атаке на Тауфлерн был ранен двумя выстрелами: в правое бедро и левое плечо. Прямо на поле боя был произведён в полковники и назначен командиром 39-й полубригады линейной пехоты.
Попон был адъютантом дивизионного генерала Ватрена в битве при Треббии. Во второй день битвы, 19 июня 1799 года, он лично руководил войсками в наступлении на южном берегу реки По. 15 августа 1799 года в сражении при Нови он проявил чудеса доблести и был ранен пулей в правую ногу. В 1800 году переведён в Резервную армию. 26 мая 1800 года ранен в сражении при Чиузелле. 25 декабря 1801 года снова ранен в сражении при Поццоло. После заключения Амьенского мира возвратился во Францию и до 1803 года служил в гарнизоне Парижа.
29 августа 1803 года его полк вошёл в состав дивизии Луазона Армии Берегов Океана. Полк располагался в лагере Монтрёй. Принимал участие в кампаниях 1805, 1806 и 1807 годов в составе 6-го армейского корпуса маршала Нея Великой Армии. Проявил в большом количестве сражений: Гюнцбурге, Эльхингене, Йене и Прейсиш-Эйлау. С 6 ноября 1806 года по 22 января 1807 года был комендантом Ландсберга.
10 марта 1807 года произведён в бригадные генералы. 28 марта 1807 года возглавил 1-ю бригаду той же дивизии. После Тильзитского мира возвратился во Францию. В октябре 1808 года вместе с корпусом отправился в Испанию. 23 мая 1809 года ранен в левое бедро в сражении при Сантьяго. 26 ноября 1809 года на плечах отступающих вошёл в Альба-де-Тормес, где штыковой атакой без единого выстрела рассеял арьергард вражеской колонны и захватил мост, уничтожив 200 неприятельских солдат и овладел оборонявшую его артиллерию. 27 сентября 1810 года получил пулевое ранение при Бусако, а 5 мая 1811 года – ещё две пули при Фуэнтес-де-Оньоро.
26 мая 1811 года дослужился до звания дивизионного генерала, и был назначен командиром 5-й пехотной дивизии Армии Португалии. 22 июля 1812 года в сражении при Саламанке его изолированная пехотная дивизия была уничтожена в результате совместной атаки британской пехоты и кавалерии. С 18 октября 1812 года командовал авангардом Португальской армии. Оккупировал Кастиль-де-Пеонес, Кинтанавидес и Санта-Олалья-де-Буреба, а английский отряд, занимавший эту последнюю деревню, отошёл и занял высоты, господствующие над городком Монастерио. 19 октября атаковал английский авангард, убил или ранил несколько человек из Брауншвейгского корпуса и захватил около 30 солдат, включая офицера. 20 октября ему было приказано разведать силы, прикрывавшие осаду Бургоса, выйти из Монастерио и захватить деревню Кинтанапалья. 21 октября вражеская армия отступила к Дуэро, за которой продолжал внимательно следить генерал Попон. Он прошёл Бургос, захватывая отставших и дезертиров, ведя разведку по дороге на Лерму, где им было захвачено восемь орудий, и продолжил наступление на Вальядолид. По ходу продвижения французской лёгкой кавалерией были атакованы вражеские эскадроны, несколько раз разбиты и отброшены на Тамамес, с нанесением им значительных потерь. 25 октября при Вилья-Муриэль опрокинул вражеский арьергард и отбросил его за реку. В июне 1813 года британцы застали врасплох его войска в Сан-Мильяне и Осме. 16 июля 1813 года, после реорганизации маршалом Сультом войск в Испании, стал командиром 7-й пехотной дивизии Пиренейской армии, и помог отразить преследование союзников при Толосе. Его дивизия была разбита в Сорорене в конце июля 1813 года и возле Бидасоа в октябре. Упоминается генералом Суамом в его отчёте военному министру от 1 ноября. После этих поражений Сульт заменил его генералом Левалем. 18 ноября 1813 года переведён в Итальянскую армию и с 9 марта 1814 года командовал её правым крылом. Потерпел поражение на реке Таро в апреле 1814 года.
При первой Реставрации Бурбонов генерал был определён в июне 1814 года в резерв. Во время «Ста дней» присоединился к Императору и 10 июня 1815 года возглавил дивизию Национальной гвардии в Лилле, однако в боях участия не принимал. После второй Реставрации переведён 1 августа 1815 года на половинное жалование и 21 октября 1818 года окончательно вышел в отставку.
Умер 18 февраля 1824 года прославленный генерал в Париже в возрасте 51 года, и был похоронен на кладбище Пер-Лашез.

## Воинские звания
- Младший лейтенант (1 февраля 1786 года);
- Лейтенант (1787 год);
- Капитан (26 февраля 1794 года);
- Командир батальона (21 декабря 1796 года);
- Полковник (31 марта 1799 года, утверждён в звании 21 октября 1800 года);
- Бригадный генерал (10 марта 1807 года);
- Дивизионный генерал (26 мая 1811 года).

## Титулы
- Барон Мокюн и Империи (фр. baron de Maucune et de l'Empire; декрет от 19 марта 1808 года, патент подтверждён 10 сентября 1808 года)[1].

## Награды
Легионер ордена Почётного легиона (11 декабря 1803 года)
 Офицер ордена Почётного легиона (14 июня 1804 года)
 Коммандан ордена Почётного легиона (25 декабря 1805 года)
 Кавалер ордена Железной короны (10 сентября 1809 года)
 Кавалер военного ордена Святого Людовика (5 октября 1814 года)